# 乔鲍伊·多劳
乔鲍伊·多劳（匈牙利語：Csabai Dóra，1989年4月20日—），匈牙利女子水球运动员。她曾代表匈牙利国家队参加2012年和2016年夏季奥林匹克运动会水球比赛，均获得第四名。